# Bratsk
Bratsk (tiếng Nga: Братск, IPA: [bratsk]) là một thành phố Nga. Thành phố này thuộc chủ thể Irkutsk Oblast. Thành phố có dân số 259.335 người (theo điều tra dân số năm 2002. Đây là thành phố lớn thứ 73 của Nga theo dân số năm 2002.

## Khí hậu
Bratsk có khí hậu cận Bắc Cực (phân loại khí hậu Köppen Dfc) với mùa đông rất dài và lạnh còn mùa hè ngắn và ấm. Thành phố có lượng mưa vừa phải, chủ yếu rơi vào mùa hè.
| Dữ liệu khí hậu của Bratsk               | Dữ liệu khí hậu của Bratsk | Dữ liệu khí hậu của Bratsk | Dữ liệu khí hậu của Bratsk | Dữ liệu khí hậu của Bratsk | Dữ liệu khí hậu của Bratsk | Dữ liệu khí hậu của Bratsk | Dữ liệu khí hậu của Bratsk | Dữ liệu khí hậu của Bratsk | Dữ liệu khí hậu của Bratsk | Dữ liệu khí hậu của Bratsk | Dữ liệu khí hậu của Bratsk | Dữ liệu khí hậu của Bratsk | Dữ liệu khí hậu của Bratsk |
| Tháng                                    | 1                          | 2                          | 3                          | 4                          | 5                          | 6                          | 7                          | 8                          | 9                          | 10                         | 11                         | 12                         | Năm                        |
| ---------------------------------------- | -------------------------- | -------------------------- | -------------------------- | -------------------------- | -------------------------- | -------------------------- | -------------------------- | -------------------------- | -------------------------- | -------------------------- | -------------------------- | -------------------------- | -------------------------- |
| Cao kỉ lục °C (°F)                       | 3.8 (38.8)                 | 7.4 (45.3)                 | 14.9 (58.8)                | 22.8 (73.0)                | 34.2 (93.6)                | 36.1 (97.0)                | 35.2 (95.4)                | 32.5 (90.5)                | 27.5 (81.5)                | 23.2 (73.8)                | 12.0 (53.6)                | 6.6 (43.9)                 | 36.1 (97.0)                |
| Trung bình ngày tối đa °C (°F)           | −15.7 (3.7)                | −11.3 (11.7)               | −2.8 (27.0)                | 5.3 (41.5)                 | 14.0 (57.2)                | 20.2 (68.4)                | 23.8 (74.8)                | 20.9 (69.6)                | 13.2 (55.8)                | 4.3 (39.7)                 | −5.4 (22.3)                | −12.9 (8.8)                | 4.5 (40.0)                 |
| Trung bình ngày °C (°F)                  | −19.6 (−3.3)               | −16.3 (2.7)                | −8.5 (16.7)                | 0.3 (32.5)                 | 8.2 (46.8)                 | 14.6 (58.3)                | 18.6 (65.5)                | 15.9 (60.6)                | 8.9 (48.0)                 | 1.0 (33.8)                 | −8.8 (16.2)                | −16.6 (2.1)                | −0.2 (31.7)                |
| Tối thiểu trung bình ngày °C (°F)        | −23.4 (−10.1)              | −21.2 (−6.2)               | −14.1 (6.6)                | −4.8 (23.4)                | 2.4 (36.3)                 | 8.9 (48.0)                 | 13.3 (55.9)                | 10.9 (51.6)                | 4.5 (40.1)                 | −2.4 (27.7)                | −12.1 (10.2)               | −20.2 (−4.4)               | −4.8 (23.3)                |
| Thấp kỉ lục °C (°F)                      | −57.6 (−71.7)              | −49.8 (−57.6)              | −44.1 (−47.4)              | −35 (−31)                  | −14.1 (6.6)                | −5.4 (22.3)                | −1.4 (29.5)                | −2.8 (27.0)                | −8.1 (17.4)                | −33.4 (−28.1)              | −46.6 (−51.9)              | −51.2 (−60.2)              | −57.6 (−71.7)              |
| Lượng Giáng thủy trung bình mm (inches)  | 15.4 (0.61)                | 11.6 (0.46)                | 12.3 (0.48)                | 16.2 (0.64)                | 33.5 (1.32)                | 50.7 (2.00)                | 58.3 (2.30)                | 66.4 (2.61)                | 39.1 (1.54)                | 25.4 (1.00)                | 24.9 (0.98)                | 19.1 (0.75)                | 372.9 (14.69)              |
| Số ngày giáng thủy trung bình (≥ 0.1 mm) | 5.2                        | 3.9                        | 4.2                        | 4.8                        | 7.7                        | 8.3                        | 8.3                        | 9.2                        | 7.7                        | 8.1                        | 8.3                        | 6.7                        | 82.4                       |
| Độ ẩm tương đối trung bình (%)           | 82.4                       | 81.6                       | 72.1                       | 64.8                       | 63.8                       | 67.7                       | 69.4                       | 75.5                       | 71.5                       | 75.8                       | 81.7                       | 84.2                       | 74.2                       |
| Số giờ nắng trung bình tháng             | 79.1                       | 114.8                      | 192.2                      | 243.0                      | 258.9                      | 264.0                      | 306.9                      | 237.2                      | 153.0                      | 108.5                      | 77.0                       | 52.7                       | 2.087,3                    |
| Nguồn 1: Météo climat stats Météo Climat |                            |                            |                            |                            |                            |                            |                            |                            |                            |                            |                            |                            |                            |
| Nguồn 2: climatebase.ru                  |                            |                            |                            |                            |                            |                            |                            |                            |                            |                            |                            |                            |                            |

## Thành phố kết nghĩa
Bratsk kết nghĩa với:
- Nanao, Nhật Bản
- Truy Bác, Trung Quốc